# Chi è Black Dahlia?
Chi è Black Dahlia? (Who is the Black Dahlia?) è un film per la televisione del 1975 diretto da Joseph Pevney. Il film si ispira al caso d'omicidio irrisolto di Elizabeth Short detto Black Dahila, avvenuto a Los Angeles nel 1947.

## Trama
A Los Angeles nel 1947 fu rinvenuto il cadavere tagliato in due di Elizabeth Short, una ragazza che a causa del suo modo di vestire e del colore dei suoi capelli fu soprannominata Black Dahlia. Il film descrive le indagini svolte da un detective, nell'infruttuosa ricerca di un colpevole.

## Curiosità
Lucie Arnaz accettò di interpretare il ruolo di Elizabeth Short a causa delle forti pressioni subite dalla madre Lucille Ball.

## Inesattezze
- Nel film il corpo di Elizabeth Short è trovato da un uomo a passeggio con il figlio. In realtà fu trovata da Betty Bersinger, a passeggio con la figlia.